# Al-Mundhir II
Al-Munḏhir ibn Yahyà at-Tuŷībī Mu'izz ad-Dawla ou Mundhir II ( né en 1035 et mort en 1038) est roi de la taïfa de Saragosse de 1036 à 1038.

## Biographie
Il était fils de la sœur de Ismaíl al-Záfir, roi de la taïfa de Tolède, avec laquelle son père Yahya al-Muzaffar s'était marié pour sceller une alliance avec la taïfa de la marche intermédiaire.
Il existe peu de données sur le roi Mundhir II de Saragosse qui appartenait à la lignée des Toujibides. Les sources qui relatent les faits de cette époque se concentrent sur la conjuration que fomenta un parent de la ligne principale de cette lignée : Abd Allah ben Hakam.
En 1035, Hisham II fut proclamé Calife à Séville, mais le roi de Saragosse Yahya refuse de reconnaître son autorité ainsi que l'avaient fait tous ses aïeuls depuis Mundhir I. Son cousin Abd Allah ben Hakam, se servit de se prétexte pour se proclamer roi de la taïfa et concevoir une conjuration qui finit par l'assassinat de Mundhir II en 1038. Ces événements sont à l'origine de troubles importants à Saragosse qui se terminent par l'éviction de la dynastie Toujibides et leur remplacement par les Houdides à partir de 1039, année qui voit la prise de pouvoir de Sulaymán ben Hud al-Musta'in comme gouverneur de Lleida.